# Pio Bigo
Pio Bigo (Druento, 28 marzo 1924 – Piossasco, 28 settembre 2013) è stato un operaio, partigiano, superstite dell'Olocausto, testimone della Shoah, italiano, internato a Lanzo, poi nel carcere Le Nuove di Torino, nella caserma Cavalli di Bergamo e deportato nel campo di concentramento di Mauthausen, Gusen, Linz, Auschwitz, Monowitz, Gleiwitz .

## Biografia
Pio Bigo, nacque il 28 marzo 1924 a Druento. Visse a Torino con i genitori, il padre era stato contadino.
Pio era invece un operaio meccanico.
Dopo l'8 settembre 1943, Pio ha 19 anni, decide di raggiungere con alcuni suoi amici i partigiani sulle montagne in Val di Viù. Il 9 marzo 1944 viene arrestato dalle SS e da fascisti della X Mas.
Fu imprigionato a Lanzo e poi nel carcere Le Nuove di Torino e successivamente venne trasferito a Bergamo, nella caserma Cavalli.
Il 16 marzo 1944, venne deportato (trasporto Tibaldi n. 34) a Mauthausen. Viene classificato Schutzhäftlinge (prigioniero per motivi di sicurezza) con la matricola 58719 e  da lì, poi trasferito ai campi di Gusen e  Linz e successivamente a Auschwitz  con n. 201561 e Monowitz.
Nel gennaio 1945, fu spostato nel sottocampo di Gleiwitz e la notte tra il 25 e il 26 gennaio 1945, venne trasferito a Buchenwald e classificato con n.123377, come Politischcome (prigioniero politico).
Prese parte alla rivolta del lager.
L'11 aprile 1945, fu liberato dalle truppe statunitensi.
Venne chiamato l'uomo dei sette lager, poiché sopravvissuto ai campi di Mauthausen, Gusen, Linz, Auschwitz e Monowitz (Auschwitz III), Gliwice e Buchenwald.
Dopo la guerra, partecipò con Associazione nazionale ex deportati nei campi nazisti a preservare la memoria della deportazione e con la sua testimonianza.

## Opere
- Il triangolo di Gliwice – Memoria di sette lager, Edizioni dell'Orso, 1998. ISBN 978-8876943478